# Publius Pomponius Secundus
Publius Pomponius Secundus, général romain et poète tragique, vivant pendant les règnes de Tibère, Caligula et Claude Ier, donc né avant 14 et mort après 54. 

## Biographie
Il était un ami intime et ancien précepteur de Pline l'Ancien qui rédigea sa biographie (à présent perdue). Tacitus le décrit comme un homme brillant et raffiné. Son amitié pour Séjan et son frère le rendit politiquement suspect. Il échappa à la mort en restant à résidence dans la maison de son frère jusqu'à l'accession de Caligula.
Pendant sa retraite forcée, il composa des tragédies qui ont été jouées pendant le règne de Claude. En l'an 50, il se distingua à la bataille contre les Chattes. Quintilien dit qu'il était de loin supérieur à n'importe quel auteur de tragédie connu et Tacitus avait une haute opinion sur ses capacités littéraires. Secundus accordait plus d'attention aux subtilités de la grammaire et au style dans lesquels il passait pour maître. Il ne reste que quelques lignes de ses œuvres dont certaines appartiennent à la tragédie de L'Énéide.
Son frère fut Quintus Pomponius Secundus, consul suffect en juillet 41.